# Борре, Рафаэль Сантос
Рафаэль Сантос Борре Маури (англ. Rafael Santos Borré Maury; род. 15 сентября 1995[…], Барранкилья) — колумбийский футболист, нападающий «Интернасьонала» и сборной Колумбии.

## Клубная карьера
Борре — воспитанник клуба «Депортиво Кали». 3 ноября 2013 года в матче против «Индепендьенте Медельин» он дебютировал в Кубке Мустанга. 11 апреля 2014 года в поединке против «Депортес Толима» Рафаэль забил свой первый гол за «Депортиво Кали». В том же году Борре стал обладателем Суперкубка Колумбии. В матчах против клубов «Мильонариос» и «Униаутонома» Борре сделал два хет-трика.
Летом 2015 года Рафаэль перешёл в испанский «Атлетико Мадрид», подписав контракт на шесть лет, но на правах аренды остался в «Депортиво».
Летом 2016 года Борре был отдан в аренду в «Вильярреал». 20 августа в матче против «Гранада» он дебютировал в Ла Лиге, заменив во втором тайме Николу Сансоне. 29 сентября в поединке Лиге Европы против румынского «Стяуа» Рафаэль забил свой первый гол за новый клуб. 23 февраля 2017 года в матче Лиги Европы против итальянской «Ромы» он забил гол. 1 марта в поединке против «Осасуны» Борре сделал «дубль», забив свои первые голы в чемпионате Испании.
Летом 2017 года Рафаэль перешёл в аргентинский «Ривер Плейт», подписав контракт на 4 года. Сумма трансфера 2,7 млн. евро. 28 августа в матче против «Темперлей» он дебютировал в аргентинской Примере. 18 сентября в поединке против «Сан-Мартин Сан-Хуан» Борре забил свой первый гол за «Ривер Плейт». В своём дебютном сезоне он помог клубу завоевать Кубок и Суперкубок Аргентины. В 2018 году Борре стал обладателем Кубка Либертадорес, забив три мяча в поединках против «Индепендьенте», «Расинга» и бразильского «Гремио». В том же году Рафаэль стал лучшим бомбардиром Клубного чемпионата мира, отличившись в матчах против эмиратского «Аль-Айна» и японского «Касима Антлерс». В 2019 году он во второй раз стал обладателем Кубка Аргентины, а в розыгрыше Кубка Либертадорес забил в ворота «Бока Хуниорс», «Фламенго» и парагвайского «Серро Портеньо». В 2020 году Борре стал лучшим бомбардиром чемпионата Аргентины, а в розыгрыше Кубка Либертдорес забил 7 мячей в ворота перуанского «Депортиво Бинасьональ», «Сан-Паулу», эквадорского ЛДУ Кито, уругвайского «Насьоналя» и «Палмейраса». 21 марта 2021 года в матче против «Годой-Крус» он сделал «покер».
5 июля 2021 года Борре подписал контракт с немецким «Айнтрахтом» на правах свободного агента. Соглашение рассчитано на срок до лета 2025 года. Ранее журналист Николо Скира в своем Twitter сообщал, что Борре интересуются московский ЦСКА и "Краснодар".. 14 августа в матче против дортмундской «Боруссии» он дебютировал в Бундеслиге. 25 сентября в поединке против «Кёльна» Рафаэль забил свой первый гол за «Айнтрахт». 21 октября в матче Лиги Европы против . В 2022 году он помог команде выиграть Лигу Европы забив голы в ворота «Барселоны», греческого «Олимпиакоса», английского «Вест Хэм Юнайтед» и шотландского «Рейнджерс».

## Международная карьера
В 2015 году в составе молодёжной сборной Колумбии Борре занял второе место на молодёжном чемпионате Южной Америки в Уругвае. На турнире он принял участие в матчах против команд Чили, Перу, Венесуэлы, Парагвая, Аргентины и дважды Уругвая. В поединке против перуанцев и чилийцев Рафаэль забил по голу.
Летом того же года Борре принял участие в молодёжном чемпионате мира в Новой Зеландии. На турнире он сыграл в матчах против сборных Катара, Португалии, Сенегала и США. В поединке против португальцев Рафаэль забил гол.
7 сентября 2019 года в товарищеском матче против сборной Бразилии Борре дебютировал за сборную Колумбии. В 2021 году Рафаэль в составе сборной принял участие в Кубке Америки в Бразилии. На турнире он сыграл в матчах против команд Эквадора, Бразилии, Уругвая, Аргентины и Перу.
5 июня 2022 года в товарищеском матче против сборной Саудовской Аравии Борре забил свой первый гол за национальную команду.

### Голы за сборную Колумбии
| #   | Дата             | Место                                    | Противник         | Счёт | Результат | Соревнование              |
| --- | ---------------- | ---------------------------------------- | ----------------- | ---- | --------- | ------------------------- |
| 01. | 5 июня 2022      | Нуэва-Кондомина, Мурсия, Испания         | Саудовская Аравия | 0:1  | 0:1       | Товарищеский матч         |
| 02. | 25 сентября 2022 | Ред Булл Арена, Гаррисон, США            | Гватемала         | 3:1  | 4:1       | Товарищеский матч         |
| 03. | 28 марта 2023    | Йодоко Сакура, Осака, Япония             | Япония            | 1:2  | 1:2       | Товарищеский матч         |
| 04. | 8 сентября 2023  | Роберто Мелендес, Барранкилья, Колумбия  | Венесуэла         | 1:0  | 1:0       | Отборочный турнир ЧМ-2026 |
| 05. | 22 ноября 2023   | Дефенсорес дель Чако, Асунсьон, Парагвай | Парагвай          | 0:1  | 0:1       | Отборочный турнир ЧМ-2026 |

## Достижения
Командные
«Депортиво Кали»
- Чемпион Колумбии: Апертура 2015
- Победитель Суперлиги Колумбии: 2014

«Ривер Плейт»
- Обладатель Кубка Аргентины: 2016/17
- Обладатель Суперкубка Аргентины: 2018 (не играл)
- Обладатель Кубка Либертадорес: 2018

«Айнтрахт»
- Победитель Лиги Европы УЕФА: 2021/22

Международные
Колумбия (до 20)
- Вице-чемпион Молодёжного чемпионата Южной Америки: 2015

Индивидуальные
- Лучший бомбардир клубного чемпионата мира (3 гола) — 2018
- Лучший аргентинской Примеры (12 голов) — 2019/2020